# 奧克尼 (西北省)

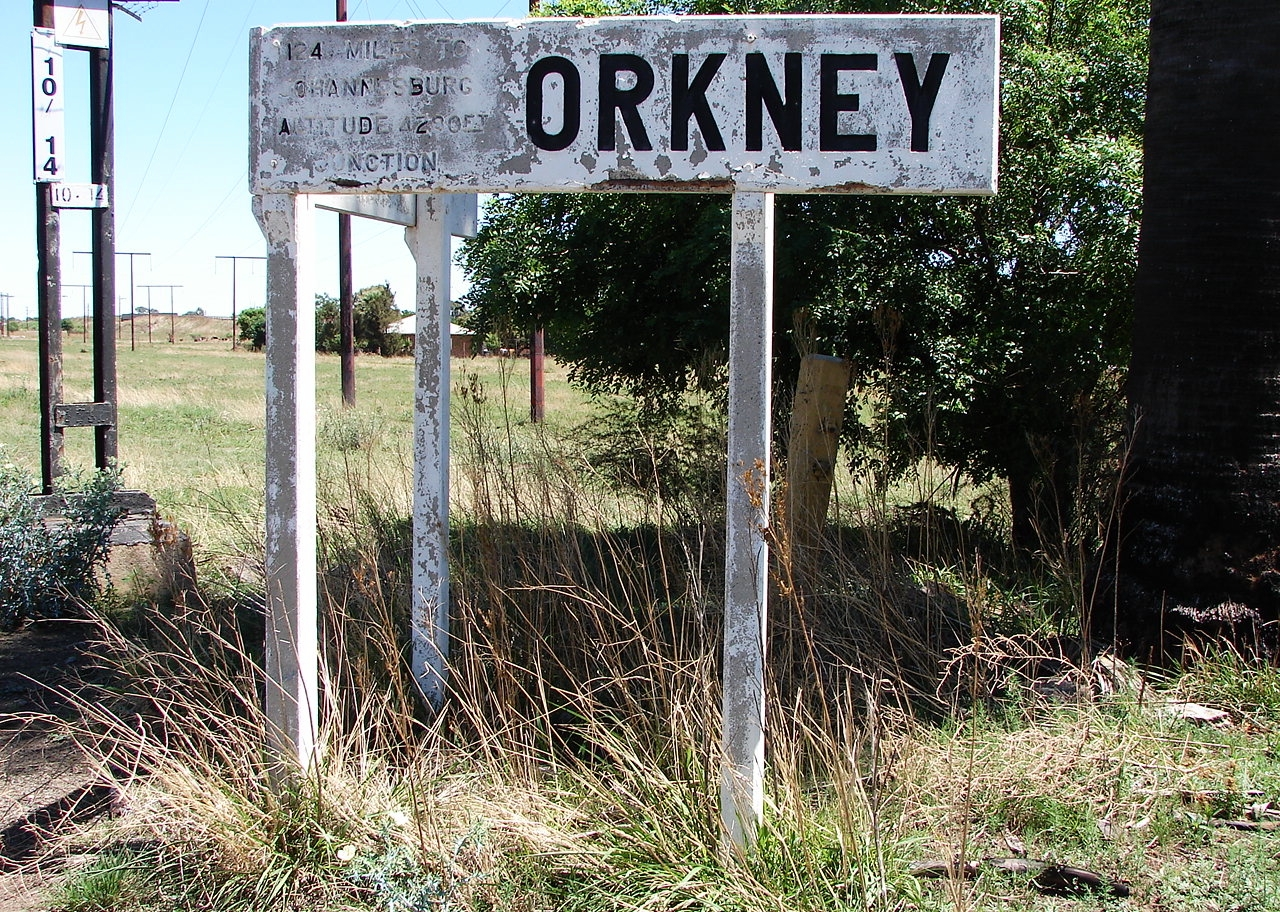

奥克尼（Orkney）是一个坐落在南非西北省的小镇。它位于法爾河河岸，距离约翰内斯堡大约180公里，鄰近链接约翰内斯堡和喬治的N12國道。
26°58′44″S 26°40′09″E / 26.9789°S 26.6692°E